# グラス (小惑星)
グラス (11496 Grass) は小惑星帯に位置する小惑星。ドイツの天文学者フライムート・ベルンゲンがドイツのタウテンブルク天文台で発見した。
ノーベル文学賞を受賞したドイツの作家ギュンター・グラスに因んで命名された。